# 陳王道 (嘉靖辛丑進士)
陳王道（1518年—？年），字子敬，直隸大名府滑縣人，明朝政治人物。

## 生平
十二月初三日生，行三，治《詩經》，由縣學生中式順天府鄉試第九十二名舉人，年二十四歲中式嘉靖二十年辛丑科會試第三十八名，第三甲第三名進士。官至山东按察司辽东道佥事，年三十二卒于官。

## 家族
曾祖陳松，壽官；祖陳富；父陳緒；母趙氏。重慶下，妻史氏，兄進；暹，弟王化；善道。